# Pro14 2020/21
Pro14 2020/21 war die 20. Saison der internationalen Rugby-Union-Meisterschaft Pro14 (aus Sponsoringgründen auch Guinness Pro14 genannt). Sie begann am 2. Oktober 2020 und umfasste 16 Spieltage. Beteiligt waren je vier Teams aus Irland und Wales sowie je zwei Teams aus Italien und Schottland. Keine der beiden Teams aus Südafrika konnte diese Saison bestreiten: Während die Cheetahs von der COVID-19-Pandemie betroffen waren, meldeten die Southern Kings aufgrund hoher finanzieller Verluste freiwillig Konkurs an. Titelverteidiger war das irische Team Leinster Rugby. Es stieß ins Finale vor, das am 27. März 2021 in Dublin stattfand, und entschied es mit einem 16:6-Sieg über Munster Rugby für sich. Damit gelang der vierte Titelgewinn in Folge.

## Format
Die zwölf Teams waren in zwei Conferences mit jeweils sechs Teams aufgeteilt, wobei in jeder Conference zwei Teams aus Irland und Wales sowie eines aus Italien und Schottland vertreten waren. Um ein ausgewogenes Wettbewerbsverhältnis zu gewährleisten, wurden die Teams auf der Grundlage ihrer Leistungen in der vorangegangenen Saison ungefähr gleichmäßig auf die Conferences verteilt. Die reguläre Saison umfasste 16 Runden, bestehend aus je fünf Heim- und Auswärtsspielen gegen jede Mannschaft in der eigenen Conference sowie entweder ein Heim- oder Auswärtsspiel gegen die Mannschaften der anderen Conference. Die beiden bestplatzierten Teams trafen am 27. März 2021 im Finale aufeinander.
Da südafrikanische Teams wegen der COVID-19-Pandemie nur im eigenen Land spielen durften, fand eine Ersatzveranstaltung namens Pro14 Rainbow Cup statt. Diese entschied das italienische Team Benetton Rugby Treviso für sich.

## Tabelle
M = Amtierender Meister
Conference A
|     | Team               | Spiele | Siege | Unent. | Ndlg. | Spiel- punkte | Diff. | Bonus- punkte | Tabellen- punkte |
| --- | ------------------ | ------ | ----- | ------ | ----- | ------------- | ----- | ------------- | ---------------- |
| 01. | Leinster Rugby (M) | 16     | 14    | 0      | 2     | 576:285       | + 291 | 15            | 71               |
| 02. | Ulster Rugby       | 16     | 14    | 0      | 2     | 469:263       | + 206 | 8             | 64               |
| 03. | Ospreys            | 16     | 8     | 0      | 8     | 301:318       | – 17  | 4             | 36               |
| 04. | Glasgow Warriors   | 16     | 6     | 0      | 10    | 335:377       | – 42  | 6             | 30               |
| 05. | Dragons RFC        | 16     | 6     | 0      | 10    | 215:394       | – 79  | 5             | 29               |
| 06. | Zebre              | 16     | 4     | 0      | 12    | 237:508       | − 271 | 1             | 17               |

Conference B
|     | Team                   | Spiele | Siege | Unent. | Ndlg. | Spiel- punkte | Diff. | Bonus- punkte | Tabellen- punkte |
| --- | ---------------------- | ------ | ----- | ------ | ----- | ------------- | ----- | ------------- | ---------------- |
| 01. | Munster Rugby          | 16     | 14    | 0      | 2     | 413:250       | + 163 | 8             | 64               |
| 02. | Connacht Rugby         | 16     | 8     | 0      | 8     | 396:353       | + 43  | 13            | 45               |
| 03. | Scarlets               | 16     | 8     | 0      | 8     | 319:333       | – 14  | 7             | 39               |
| 04. | Cardiff Blues          | 16     | 8     | 0      | 8     | 265:284       | – 19  | 4             | 36               |
| 05. | Edinburgh Rugby        | 16     | 5     | 1      | 10    | 247:344       | – 97  | 5             | 29               |
| 06. | Benetton Rugby Treviso | 16     | 0     | 1      | 15    | 252:415       | − 163 | 7             | 7                |

Die Punkte wurden wie folgt verteilt:
- 4 Punkte bei einem Sieg
- 2 Punkte bei einem Unentschieden
- 0 Punkte bei einer Niederlage (vor möglichen Bonuspunkten)
- 1 Bonuspunkt für vier oder mehr Versuche, unabhängig vom Endstand
- 1 Bonuspunkt bei einer Niederlage mit sieben oder weniger Punkten Unterschied

## Finale
| 27. März 2021 17:00 WESZ | Leinster Rugby                                                                               | 16 : 6        | Munster Rugby                         | RDS Arena, Dublin Zuschauer: 0 Schiedsrichter: Mike Adamson (Schottland) |
| 27. März 2021 17:00 WESZ | Versuche: Conan 46. erh. Erhöhungen: R. Byrne (1/1) Straftritte: R. Byrne (3/4) 3., 11., 68. | (6:6) Bericht | Straftritte: Carbery (2/3) 13., 40.+1 | RDS Arena, Dublin Zuschauer: 0 Schiedsrichter: Mike Adamson (Schottland) |

| 15                 | Hugo Keenan         |         |
| 14                 | Jordan Larmour      |         |
| 13                 | Rory O’Loughlin     |         |
| 12                 | Robbie Henshaw      |         |
| 11                 | Dave Kearney        |         |
| 10                 | Ross Byrne          | 59. 64. |
| 09                 | Luke McGrath        | 75.     |
| 08                 | Jack Conan          |         |
| 07                 | Josh van der Flier  |         |
| 06                 | Rhys Ruddock        | 73.     |
| 05                 | Scott Fardy         | 59.     |
| 04                 | Devin Toner         |         |
| 03                 | Andrew Porter       | 52.     |
| 02                 | Rónan Kelleher      | 69.     |
| 01                 | Cian Healy          | 52.     |
| Auswechselspieler: |                     |         |
| 16                 | James Tracy         | 69.     |
| 17                 | Ed Byrne            | 52.     |
| 18                 | Tadhg Furlong       | 52.     |
| 19                 | Ross Molony         | 73.     |
| 20                 | Ryan Baird          | 59.     |
| 21                 | Jamison Gibson-Park | 75.     |
| 22                 | Jonathan Sexton     | 59. 64. |
| 23                 | James Lowe          |         |
| Trainer:           |                     |         |
| Leo Cullen         |                     |         |

| 15                 | Mike Haley        |     |
| 14                 | Andrew Conway     |     |
| 13                 | Chris Farrell     |     |
| 12                 | Damian de Allende | 73. |
| 11                 | Keith Earls       |     |
| 10                 | Joey Carbery      | 69. |
| 09                 | Conor Murray      | 69. |
| 08                 | CJ Stander        |     |
| 07                 | Peter O’Mahony    | 48. |
| 06                 | Gavin Coombes     |     |
| 05                 | Tadhg Beirne      |     |
| 04                 | Jean Kleyn        | 69. |
| 03                 | John Ryan         | 51. |
| 02                 | Niall Scannell    | 52. |
| 01                 | James Cronin      | 51. |
| Auswechselspieler: |                   |     |
| 16                 | Kevin O’Byrne     | 52. |
| 17                 | Dave Kilcoyne     | 51. |
| 18                 | Stephen Archer    | 51. |
| 19                 | Billy Holland     | 69. |
| 20                 | Jack O’Donoghue   | 48. |
| 21                 | Craig Casey       | 69. |
| 22                 | JJ Hanrahan       | 69. |
| 23                 | Rory Scannell     | 73. |
| Trainer:           |                   |     |
| Johann van Graan   |                   |     |

## Statistik

### Meiste erzielte Versuche
|              | Name            | Verein          | Versuche |
| ------------ | --------------- | --------------- | -------- |
| 1.           | Marcell Coetzee | Ulster Rugby    | 9        |
| 1.           | Scott Penny     | Edinburgh Rugby |          |
| 1.           | Alex Wootton    | Connacht Rugby  |          |
| 4.           | Gavin Coombes   | Munster Rugby   | 8        |
| Dave Kearney | Leinster Rugby  |                 | 8        |

### Meiste erzielte Punkte
|    | Name          | Verein         | Punkte |
| -- | ------------- | -------------- | ------ |
| 1. | John Cooney   | Ulster Rugby   | 115    |
| 2. | Sam Davies    | Dragons RFC    | 113    |
| 3. | Jack Carty    | Connacht Rugby | 102    |
| 4. | Jarrod Evans  | Cardiff Blues  | 94     |
| 4. | Stephen Myler | Ospreys        | 94     |